# هیرویوکی نامبا
هیرویوکی نامبا (انگلیسی: Hiroyuki Namba؛ زادهٔ ۹ سپتامبر ۱۹۵۳) موسیقی‌دان اهل ژاپن است. وی از سال ۱۹۷۹ میلادی تاکنون مشغول فعالیت بوده‌است.